# Luxemburgische Küche

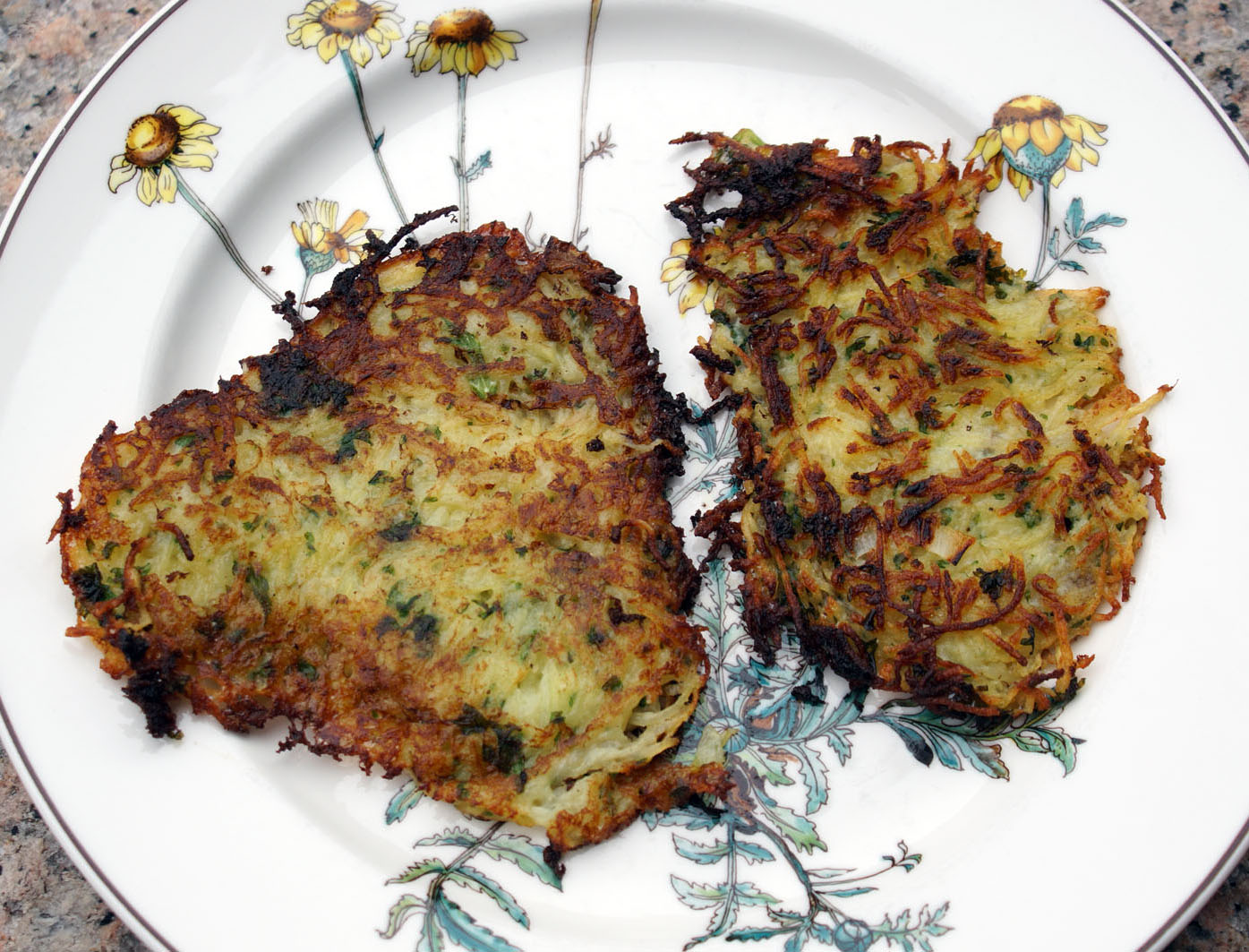
Gromperekichelcher

Die luxemburgische Küche reflektiert Luxemburgs Position an den Grenzen zu der französischen und der deutschen Küche. Seit den 1960er-Jahren gibt es durch den ständigen Zuwachs an Einwanderern starke Einflüsse der portugiesischen und der italienischen Küche. Viele nationale Gerichte haben ihren Ursprung in der landwirtschaftlichen Geschichte Luxemburgs, ähnlich der gutbürgerlichen deutschen Küche, kombiniert mit der Aufwändigkeit feiner französischer Küche.

## Vorspeisen

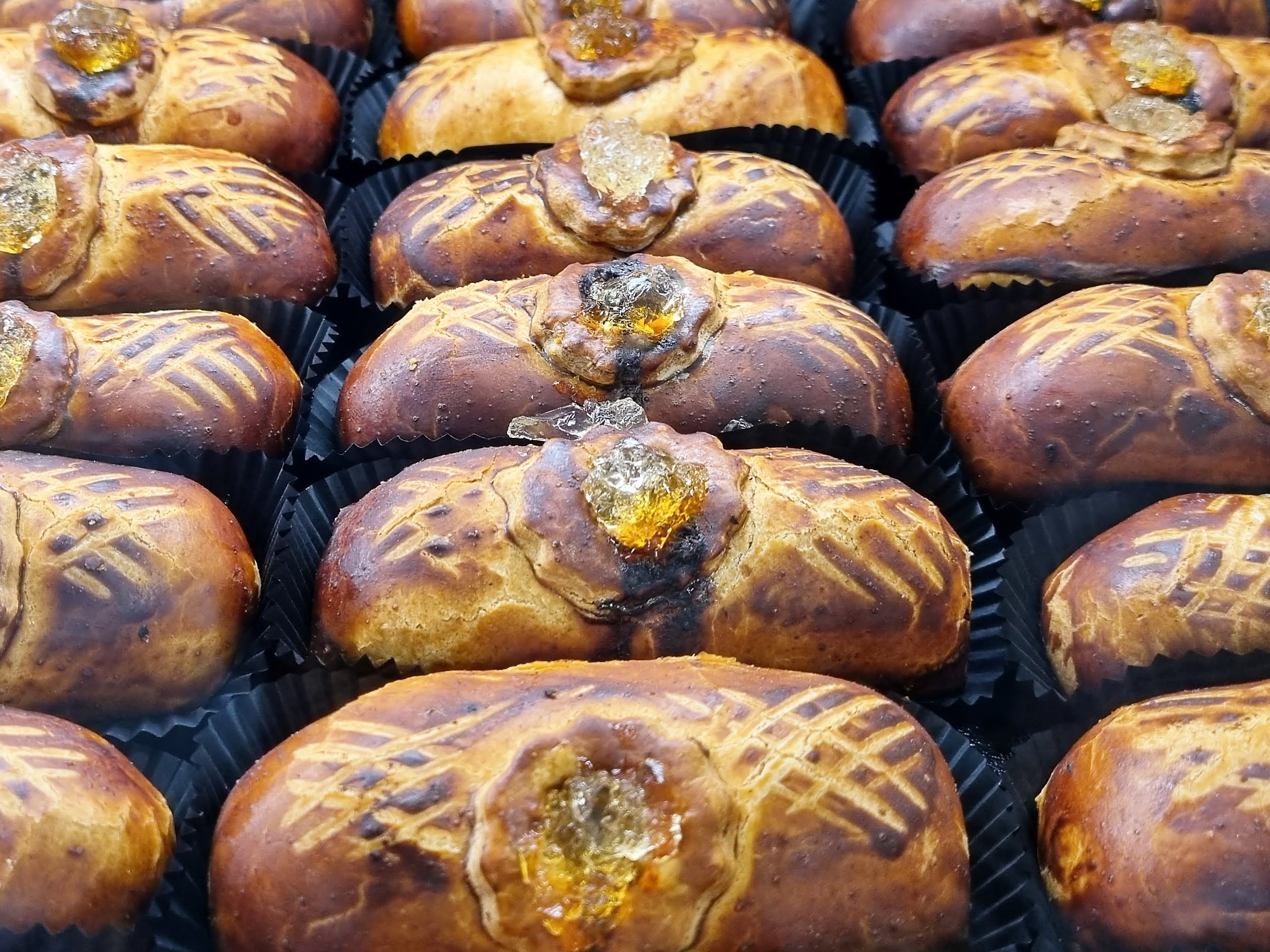
Rieslingspaschtéiten

- Ierzebulli, Erbseneintopf, wahlweise mit Mettwurst und geräuchertem Speck
- Bouneschlupp, Bohneneintopf, wahlweise mit Pfannkuchen
- Ënnenzopp, Zwiebelsuppe
- Feierstengszalot, Fleischsalat aus Rindfleisch
- Fierkelsjelli, Ferkelfleisch in Gelatine
- Rieslingspaschtéit, Pastete mit Hackfleisch und Riesling

## Hauptgerichte

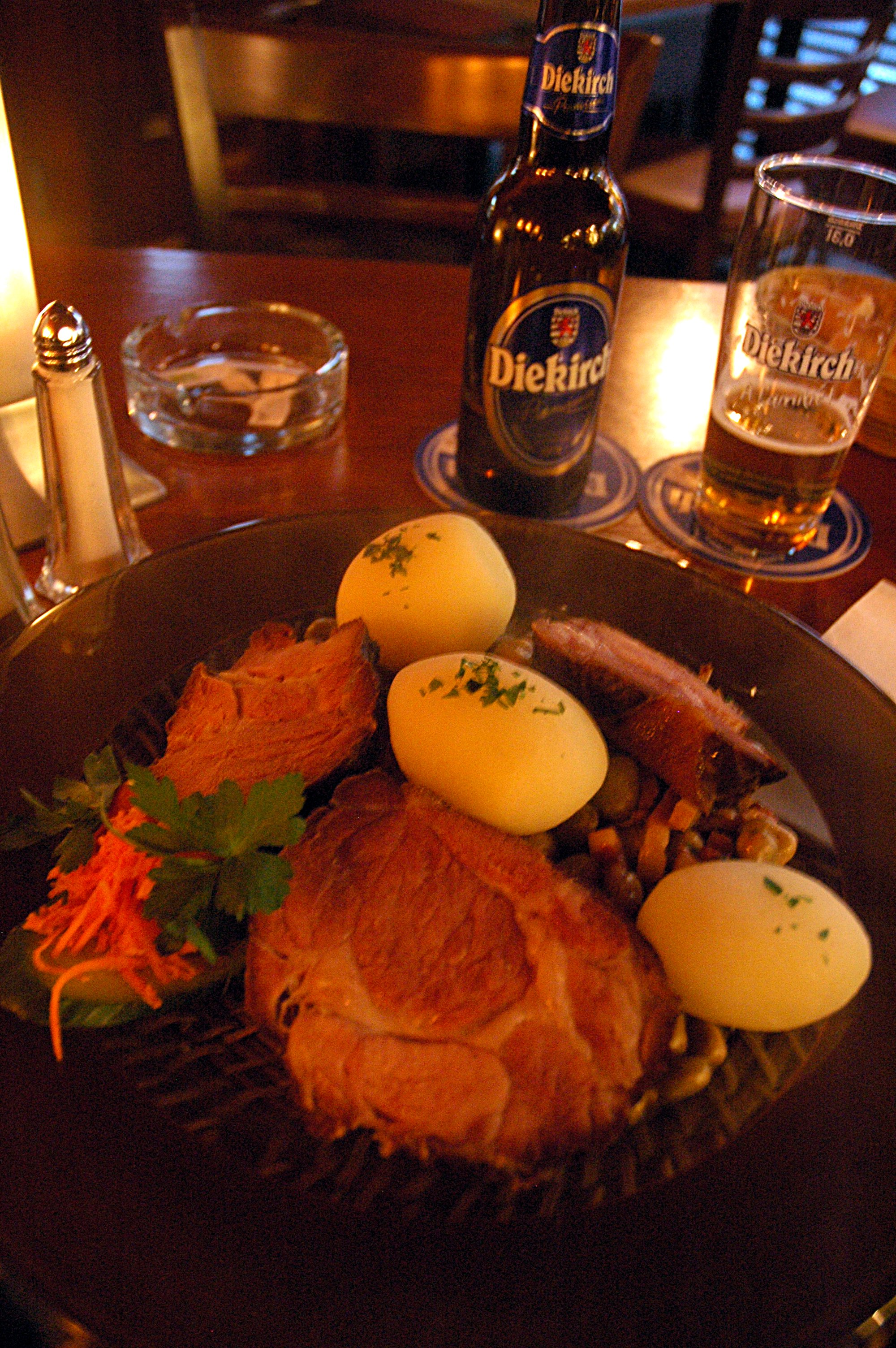
Judd mat Gaardebounen serviert mit Kartoffeln und einheimischem Bier

- Judd mat Gaardebounen, Schweinefleisch mit Saubohnen
- Träipen, Blutwurst
- Wäinzoossiss, Bratwurst in Senf-Rahmsoße
- Kuddelfleck, gegarte Innereien in Tomatensoße
- Kniddelen, Mehlknödel, wahlweise mit Speck-, Rahm- oder Senfsoße
- Stäerzelen, Semmede
- Gromperekichelcher, Kartoffelpuffer
- Fritür, frittierte Fische

## Süßspeisen
- Eisekuchen (anhörenⓘ/?), krosse (!) Waffeln
- Quetschentaart, Zwetschgenkuchen
- Äppeltaart, Apfelkuchen

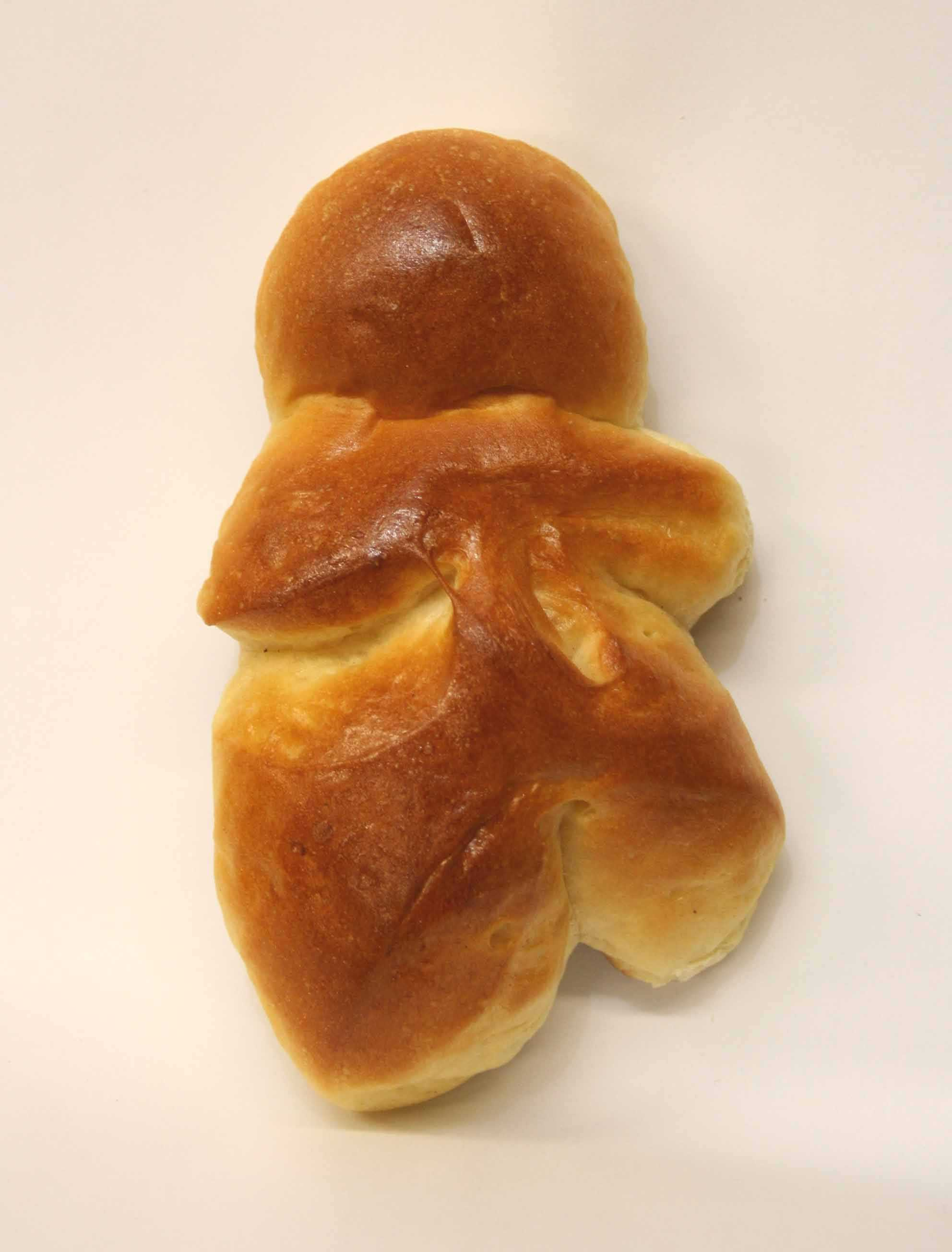
Boxemännchen

- Bretzel, Brezel mit Zuckerüberguss und Mandeln (zum Brezelsonntag)
- Boxemännchen, Stutenkerl

## Weitere Spezialitäten
- Lëtzebuerger Grillwurscht, Grillwurst
- Kachkéis, Kochkäse